# Изейка
Изейка, Пуровайка — река в России, протекает в Увинском районе Республики Удмуртия. Устье реки находится в 48 км по правому берегу реки Ува. Длина реки составляет 16 км, площадь водосборного бассейна 100 км².
Исток реки в лесах на границе с Селтинским районом к югу от деревни Гобгурт и в 17 км к северо-западу от посёлка Ува. Река течёт на юго-восток, протекает деревни Темкино, Возеншур и Узей-Тукля. Притоки — Пуштовайка, Пуровайка (правые). Впадает в Уву на северных окраинах посёлка Ува.

## Данные водного реестра
По данным государственного водного реестра России относится к Камскому бассейновому округу, водохозяйственный участок реки — Вятка от водомерного поста посёлка городского типа Аркуль до города Вятские Поляны, речной подбассейн реки — Вятка. Речной бассейн реки — Кама.
Код объекта в государственном водном реестре — 10010300512111100039443.